# André Hébuterne
André Hébuterne (Meaux, 3 de setembro de 1894 – Paris, 30 de junho de 1992) foi um pintor francês. Filho de Achille Casimir Hébuterne, contabilista e Eudoxie Anaïs Tellier, do lar. Se juntou aos artistas de Montparnasse em sua juventude, onde se transformou em um sócio de Modigliani incentivando sua irmã mais nova, Jeanne Hébuterne (1898-1920) a entrar na vida artística. Foi ele quem apresentou o casal.
Trabalhou por muito tempo como retratista, tendo como seus modelos, familiares e amigos.
Ao suicídio de sua irmã em 1920, preparou o funeral e depois disso ganhou a posse de seus trabalhos. Seus desenhos e pinturas foram mantidos confidenciais até que sua viúva permitiu o acesso público a eles. André Hébuterne tinha limitado o sucesso como um artista, mas suas gravuras a água-forte feitas para a impressão de 1948 do livro Gargantua baseadas na criação de François Rabelais é o que lhe mais deram fama. Morreu aos 98 anos de idade, em 1992.

## Trabalhos em coleções públicas
Argélia
- Argel, Museu Nacional de Belas Artes:
  - Mulher árabe, óleo sobre tela;
  - O Ksar de Béni Ounif , óleo sobre tela;
  - Figuig, óleo sobre tela.
- Oran, Museu Nacional Zabana de Oran.